# Fieramilanocity
Fieramilanocity è la denominazione del polo urbano della Fiera di Milano.
Si trova nel quartiere Portello ed è servito dalle stazioni della metropolitana Portello (linea M5), sita in Viale Lodovico Scarampo, Lotto (linea M1 ed M5), sita in Piazzale Lotto, e Amendola (linea M1), sita in Piazza Giovanni Amendola, nonché dalla stazione ferroviaria di Milano Nord Domodossola, ubicata in Via Domodossola.
Un tempo unico quartiere fieristico milanese e dotato di 26 padiglioni, ha raggiunto la sua massima estensione nel periodo 1997-2006; oggi è composto da 4 padiglioni, per un totale di 43.000 metri quadrati espositivi lordi coperti, localizzati nel cuore della città ed utilizzati insieme al nuovo polo di Rho-Pero, che ha sostituito il Portello come principale quartiere fieristico milanese.

## Storia

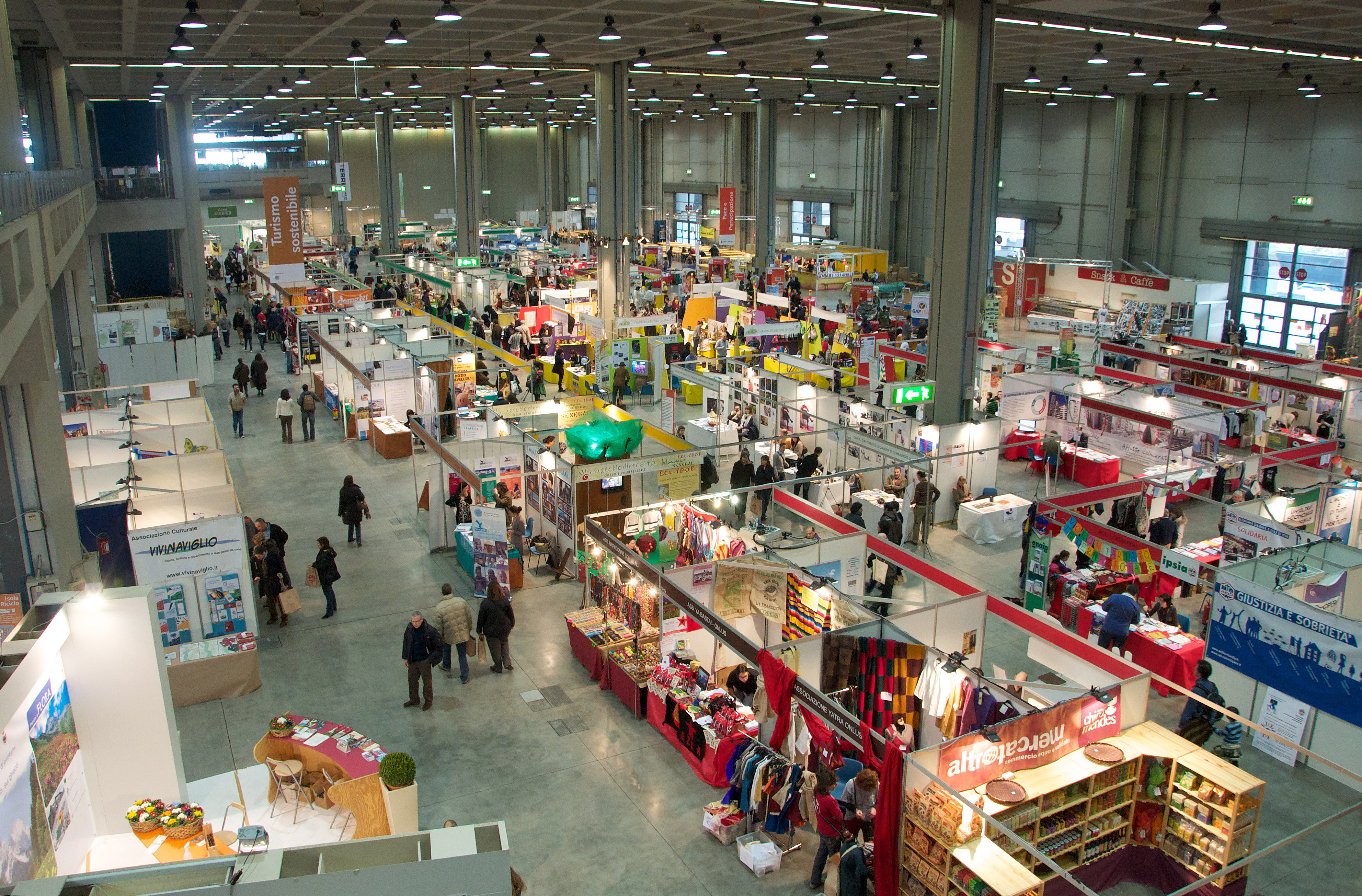
Interno del Padiglione 4.

Nata nel 1906 in occasione dell'Esposizione universale e dell'apertura del Traforo del Sempione, la Fiera constava di due zone separate della città: l'attuale zona Fiera e il Parco Sempione. Nei padiglioni della prima trovavano posto tematiche più tecniche e commerciali, mentre nel Parco Sempione si puntava più sull'arte e la scienza. Gli edifici di questa seconda località vennero poi smantellati per far posto al verde comunale. Ancora oggi al Parco Sempione, in via Gadio, ha sede l'Acquario civico, una delle poche strutture che componevano questa sezione della Fiera preservate fino ai giorni nostri.
Le due zone, distanti un paio di chilometri e divise da uno scalo merci ferroviario, erano collegate da un trenino elettrico. Lo scalo merci e il trenino d'unione sono stati ambedue smantellati.
Nel 1920 si tiene la prima fiera campionaria, in zona Bastioni di Porta Venezia. Nel 1923 l'ente regio Ente Autonomo Fiera Internazionale di Milano sposta in via definitiva l'esposizione nella zona che per decenni verrà conosciuta come Fiera Campionaria, vicino all'attuale stazione della metropolitana di Amendola.
Nel 1985 il parco espositivo cambia nome in Fiera d'aprile, ma nel 1991 il calendario raggiunge l'anno solare.
Nel settembre 1997 furono aperti nuovi padiglioni, la cui costruzione era iniziata nel 1993, su progetto di Mario Bellini. Sono situati a nord-ovest rispetto a quelli storici, nell'area precedentemente occupata dagli stabilimenti Alfa Romeo del Portello, in serie lungo viale Scarampo e uniti da ponti che oltrepassano le strade. Il complesso è caratterizzato da un grande timpano che si affaccia su piazza Gino Valle, da scale a chiocciola ricoperte da vetrate che si affacciano su viale Scarampo insieme a un giardino pensile di carpini lungo lo stesso viale. Nel 2012 Bellini è stato incaricato di costruire un centro congressi sul lato affacciato all'attuale CityLife con una copertura metallica chiamata dall'architetto "cometa".
A partire dal 2005 la Fiera ha spostato la maggior parte delle proprie attività presso il nuovo polo fieristico di Rho-Pero, nelle vicinanze del quale è stato predisposto anche l'Expo 2015, lasciando gli edifici del Portello come ultima zona attiva del polo cittadino.
L'area storica è stata abbattuta tra il 2007 e il 2008; il 25 maggio 2008 è stato fatto brillare il padiglione 20.
L'area demolita ha lasciato il posto al progetto di riqualificazione urbanistica di CityLife, che prevede la costruzione di tre grattacieli e di un grande parco pubblico.

## L'ospedale COVID-19

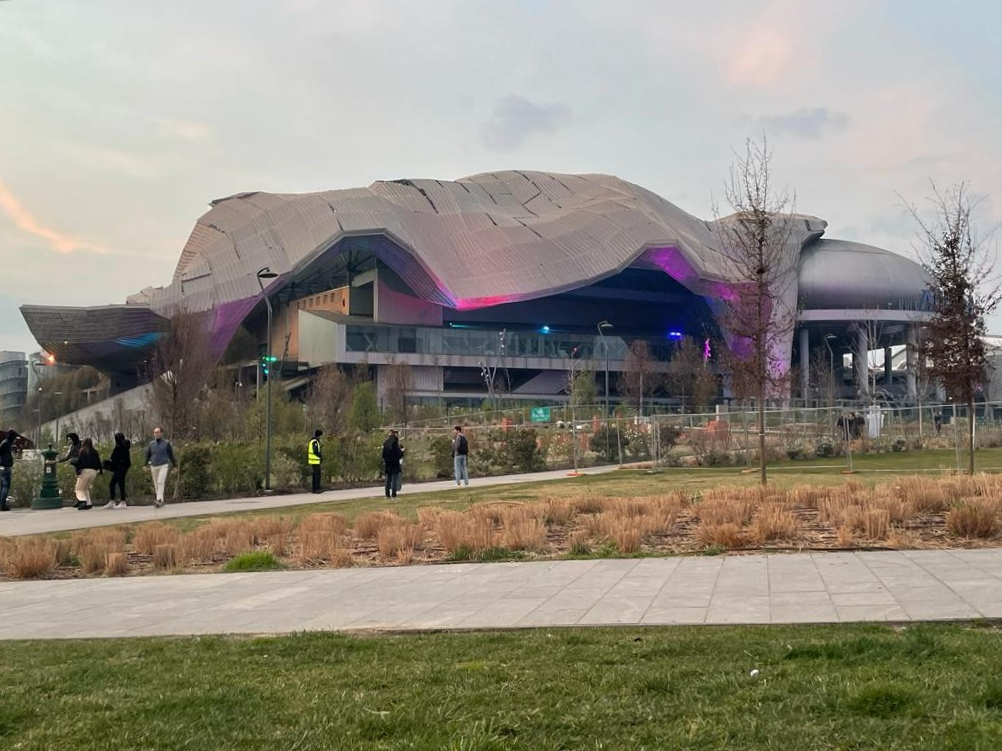
La "cometa" di Mario Bellini

Nel marzo 2020, in occasione della pandemia di COVID-19, Fondazione Fiera Milano, per volere della Regione Lombardia, in collaborazione con il Policlinico di Milano, ha messo a disposizione i padiglioni 1 e 2 del Portello a Fieramilanocity per realizzare una struttura ospedaliera finalizzata ad affrontare l'emergenza della relativa carenza di posti letto nei reparti di rianimazione negli ospedali della Lombardia, per un totale di 25.000 metri quadri di superficie. Nei padiglioni sono stati allestiti 4 moduli ospedalieri, appositamente attrezzati per i malati acuti, e tutti i servizi necessari per il personale medico-ospedaliero, per un totale di 205 posti letto, gestiti dal Policlinico di Milano.
Si tratta di un ospedale a tutti gli effetti, in grado di essere operativo a 360 gradi, e non consente solo la degenza dei malati di coronavirus ma è in grado di curare ogni altra patologia correlata.